# Toki Pona
Toki Pona (zu Deutsch: „gute Sprache“ oder „einfache Sprache“) ist eine Plansprache, welche sich vor allem durch ihre minimalistische Grammatik und einen kleinen Wortschatz von ca. 130 Wörtern auszeichnet. 

## Geschichte
Sie wurde von der Kanadierin Sonja Lang (damals Sonja Elen Kisa) geschaffen. 
Sonja Lang litt damals unter Depressionen, und einer der Gründe für die Schaffung von Toki Pona war tatsächlich therapeutischer Natur. 
Toki Pona wurde von ihr im Sommer 2001 erstmals online veröffentlicht. So ist Toki Pona in erster Linie eine Online-Sprache und wird von einer verstreuten Gemeinschaft von Enthusiasten auf der ganzen Welt gesprochen. Nach ihrer Schätzung gab es im Jahr 2007 weltweit mindestens 100 Personen, die diese Sprache fließend sprechen. Der Name der Sprache ist abgeleitet von dem Tok-Pisin-Wort tok (vom englischen talk „sprechen“) und dem Esperanto-Adjektiv bona („gut“).

## Sprachgemeinschaft
Laut Lang sprachen im Jahr 2007 mindestens 100 Personen die Sprache Toki Pona fließend. Sie schätzte, dass einige hundert Personen grundlegende Sprachkenntnisse hatten, was die Zugriffe auf die Toki-Pona-Mailingliste und andere Online-Communitys über Toki Pona belegen. Während der internationalen Esperanto-Jugendkonferenz in Sarajevo im August 2006 gab es eine besondere Veranstaltung für Toki-Pona-Sprecher mit 12 Teilnehmern.
In einer Umfrage von 2022 gaben circa 1000 Personen an, Toki Pona sprechen zu können. Die größten Toki-Pona-Communitys sind der Discordserver „ma pona pi toki pona“ mit ca. 15 000 Mitgliedern und die Redditcommunity mit ca. 23 000 Mitgliedern.
John Clifford stellte 2007 auf der Second Language Creation Conference an der Berkeley University eine Präsentation über Toki Pona vor, die den Titel The Problems with Success: What Happens When an Opinionated Conlang Meets Its Speakers trug.
Es gab eine Wikipedia-Sprachversion auf Toki-Pona, Wikipesija, die bis 2010 bei Wikimedia gehostet wurde, aber jetzt bei Wikia zu finden ist.

## Vor- und Nachteile
Der wohl größte Vorteil von Toki Pona ist die kurze Lernzeit. Durch regelmäßiges Üben ist es möglich, Toki Pona bereits nach einem Monat mit seinen 120 Grund-Vokabeln und seinen grammatikalischen Regeln zu beherrschen.
Ein Nachteil ist, dass sich die 120 Grundwörter sehr schnell zu langen und teilweise willkürlichen Wortkombinationen anhäufen, welche aufgrund ihrer Mehrdeutigkeit kaum dazu genutzt werden können, einen Begriff treffend und stichfest zu umschreiben (man denke an Begriffe wie „Zylinderkopfdichtung“ oder „Sozialdemokratie“). Auch ein häufiger, exakter Gebrauch von Zahlwörtern über 20 lässt sich aufgrund der umständlichen Wortbildung mit Toki Pona nur relativ schwer umsetzen. Bei der Benutzung dieser Plansprache beschränkt man sich bei großen Zahlen aber bewusst und gewollt auf die Umschreibung „viele“.

## Aufbau der Sprache

### Alphabet

Buchstabiertafel

Das Alphabet von Toki Pona enthält 14 Buchstaben.
Es gibt fünf Vokale a, e, i, o und u und neun Konsonanten j, k, l, m, n, p, s, t und w.

### Phonetik
- Alle Vokale werden stets lang ausgesprochen (wie bei Hase, Mond oder Hut)
- Alle Konsonanten werden lautgetreu ausgesprochen und bleiben damit lautlich unverändert (im Gegensatz zum Deutschen oder Englischen)

Die Silbenformung von Toki Pona ähnelt der japanischen Sprache. Silben bestehen immer aus einem Konsonanten und einem Vokal, mit Ausnahme der ersten Silbe eines Wortes, welche auch nur aus einem Vokal bestehen kann. Außerdem kann zusätzlich ein n am Silbenende erscheinen. Beispiel: „o“ (ho), „ala“ (nicht, un-), „ken“ (können), „kule“ (Farbe), „ante“ (anderer). Hier alle möglichen Silben:
| Silben | Silben | Silben | Silben | Silben | Anmerkung                                                                  |
| ------ | ------ | ------ | ------ | ------ | -------------------------------------------------------------------------- |
| a      | e      | i      | o      | u      | Die Silbe ‘u’ kann rund oder nichtrund sein.                               |
| ka     | ke     | ki     | ko     | ku     |                                                                            |
| sa     | se     | si     | so     | su     |                                                                            |
| ta     | te     |        | to     | tu     | Die Silbe ‘ti’ könnte mit ‘si’ verwechselt werden.                         |
| na     | ne     | ni     | no     | nu     |                                                                            |
| pa     | pe     | pi     | po     | pu     |                                                                            |
| ma     | me     | mi     | mo     | mu     |                                                                            |
| ja     | je     |        | jo     | ju     | Die Silbe ‘ji’ vermeidet man wegen der Ähnlichkeit zu ‘i’.                 |
| la     | le     | li     | lo     | lu     |                                                                            |
| wa     | we     | wi     |        |        | Die Silben ‘wu’ und 'wo' fehlen aufgrund ihrer Ähnlichkeit zu ‘u’ und ‘o’. |
|        |        | n      |        |        | Am Ende der Silbe.                                                         |

Zum Vergleich: Die 50-Laute-Tafel der japanischen Schrift:
| Transkription | Transkription | Transkription | Transkription | Transkription |  | Hiragana | Hiragana | Hiragana | Hiragana | Hiragana |  | Katakana | Katakana | Katakana | Katakana | Katakana | Katakana |
| 0a            | 0i            | 0u            | 0e            | 0o            |  | あ       | い       | う       | え       | お       |  | ア       | イ       | ウ       | エ       | オ       |          |
| ka            | ki            | ku            | ke            | ko            |  | か       | き       | く       | け       | こ       |  | カ       | キ       | ク       | ケ       | コ       |          |
| sa            | shi           | su            | se            | so            |  | さ       | し       | す       | せ       | そ       |  | サ       | シ       | ス       | セ       | ソ       |          |
| ta            | chi           | tsu           | te            | to            |  | た       | ち       | つ       | て       | と       |  | タ       | チ       | ツ       | テ       | ト       |          |
| na            | ni            | nu            | ne            | no            |  | な       | に       | ぬ       | ね       | の       |  | ナ       | ニ       | ヌ       | ネ       | ノ       |          |
| ha            | hi            | fu            | he            | ho            |  | は       | ひ       | ふ       | へ       | ほ       |  | ハ       | ヒ       | フ       | ヘ       | ホ       |          |
| ma            | mi            | mu            | me            | mo            |  | ま       | み       | む       | め       | も       |  | マ       | ミ       | ム       | メ       | モ       |          |
| ya            |               | yu            |               | yo            |  | や       |          | ゆ       |          | よ       |  | ヤ       |          | ユ       |          | ヨ       |          |
| ra            | ri            | ru            | re            | ro            |  | ら       | り       | る       | れ       | ろ       |  | ラ       | リ       | ル       | レ       | ロ       |          |
| wa            | (w)i          |               | (w)e          | (w)o          |  | わ       | (ゐ)     |          | (ゑ)     | を       |  | ワ       | (ヰ)     |          | (ヱ)     | ヲ       |          |
| n             |               |               |               |               |  | ん       |          |          |          |          |  | ン       |          |          |          |          |          |

### Wortschatz

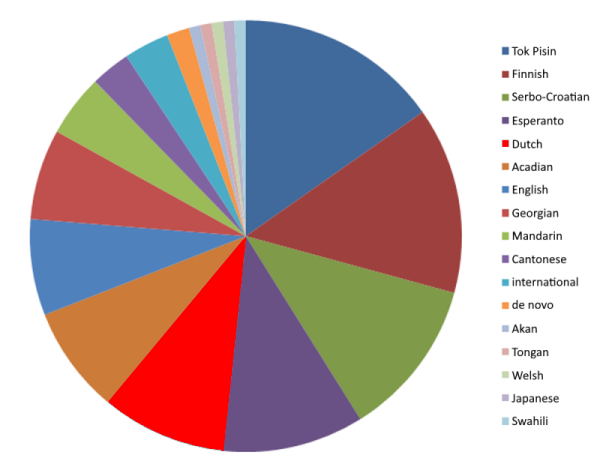
Herkunft der Toki-Pona-Wörter nach Sprache. Veraltete Wörter sind nicht enthalten.

Das Buch „Toki Pona: The Language of Good“ von Sonja Lang, welches meist als allgemeine Referenz gilt, listet 123 Wörter mit 120 Bedeutungen. Mit der Zeit haben sich einige weitere Wörter als gängig eingebürgert. Die offizielle Website bezeichnet 137 Wörter als essenziell.
Zusätzlich bestehen diverse wenig bis gar nicht benutze Wörter, viele davon veraltet, nur in kleinen Gruppen genutzt oder Scherzwörter. Mit diesen kommt Toki Pona auf ca. 340 Wörter.
Diese Wörter sind meist sehr kurz gehalten und stammen hauptsächlich aus folgenden Sprachen:
- Englisch (zum Beipiel: yellow ➸ jelo = gelb; money ➸ mani = Geld)
- Tok Pisin (zum Beipiel: insait ➸ insa = drinnen; bagarap / bugger up ➸  pakala = kaputt)
- Finnisch (zum Beipiel: kasvi ➸ kasi = Pflanze; maa  ➸ ma = Land)
- Georgisch (zum Beipiel: ხილი /xili/  ➸ kili = Frucht; მამა /mama/   ➸ mama = Vater, Mutter)
- Niederländisch (zum Beipiel: gebruiken ➸ kepeken = gebrauchen; schilderen ➸ sitelen = Bild)
- Akadisches Französisch (zum Beipiel: couleur ➸ kule = Farbe; mourir  ➸  moli = sterben, tot)
- Esperanto (zum Beipiel: multe ➸ mute = viele; bona ➸ pona = gut)
- Kroatisch (zum Beipiel: rúka ➸ luka = Hand, Arm ; nòga ➸ noka  = Bein)
- Chinesisch, Hochchinesisch und Kantonesisch  (zum Beipiel: 人 /jɐn/ ➸ jan = Person; 有 yǒu  ➸ jo = haben)

In Toki Pona werden viele zusammengesetzte Syntagmen verwendet, weil es keine echten Zusammensetzungen gibt.
- „kili suwi jelo“ = „Banane“ (wörtlich: Frucht süß gelb, also „gelbe süße Frucht“, englisch: yellow fruit)[4]
- „pan pi sike mama waso“ = „Waffel“ (wörtlich: Getreideprodukt, von, rundes Ding, mütterlich, Vogel, also „Eierkuchen“, englisch: cereal-grain-product of bird maternal round-things)[4]

### Rechtschreibung
Alle Wörter werden konsequent kleingeschrieben, selbst wenn sie am Satzanfang stehen. Nur bei „inoffiziellen Wörtern“, die nicht dem Wortschatz des Toki Pona entspringen, also bei Eigennamen von Personen sowie geografischen und fremdsprachlichen Bezeichnungen, ist eine Großschreibung zulässig. Auch solche nicht zum Grundwortschatz gehörende Wörter werden an die Lautstruktur und Rechtschreibung des Toki Pona angepasst.
Darüber hinaus gibt es ein sitelen pona („gute/einfache Bilder“) genanntes logografisches Schreibsystem, das die Erfinderin Sonja Lang als „Hieroglyphen“ bezeichnet, sowie ein sitelen sitelen („bildhafte Bilder“) genanntes „nichtlineares Schreibsystem“, das an die Maya-Schrift erinnert. Außerdem kann die Sprache auch in zwei Systemen namens toki pona luka „händisches Toki Pona“ und luka pona „gute Hand“ gebärdet werden.

### Satzbau
In Toki Pona gibt es wie im Deutschen die Wortarten Substantiv, Verb, Adjektiv, Adverb, Konjunktion und Präposition. Um den Wortschatz aber dennoch gering zu halten, werden in Toki Pona folgende Regelungen angewendet:
1. Jedes Wort besitzt zahlreiche Denotationen. So bedeutet das Wort „suli“ nicht nur „groß“ oder „lang“, sondern auch „wichtig“. Die Wort- oder Satzgliedstellung ist dadurch oft entscheidend für die korrekte Bedeutung eines bestimmten Wortes.
2. Durch Kombination von mehreren Wörtern werden extra Bezeichnungen überflüssig. So drückt man den Begriff „Opfer“ aus, indem man die Wörter „jan“ („Mensch“) und „pakala“ („verletzt“) zu „jan pakala“ verbindet. Die Anzahl der Wortkombinationen ist so natürlich unbegrenzt.
3. Es gibt kein Genus, keinen Kasus und keinen Numerus (wie üblicherweise in isolierenden Sprachen).
4. Es gibt auch keine Konjugation oder Deklination.
5. Eine Entsprechung für das Wort „sein“ fehlt vollkommen, und damit auch sämtliche Zeitformen. Ein Satz kann somit die Gegenwart, Vergangenheit oder Zukunft beschreiben (siehe Tabelle).

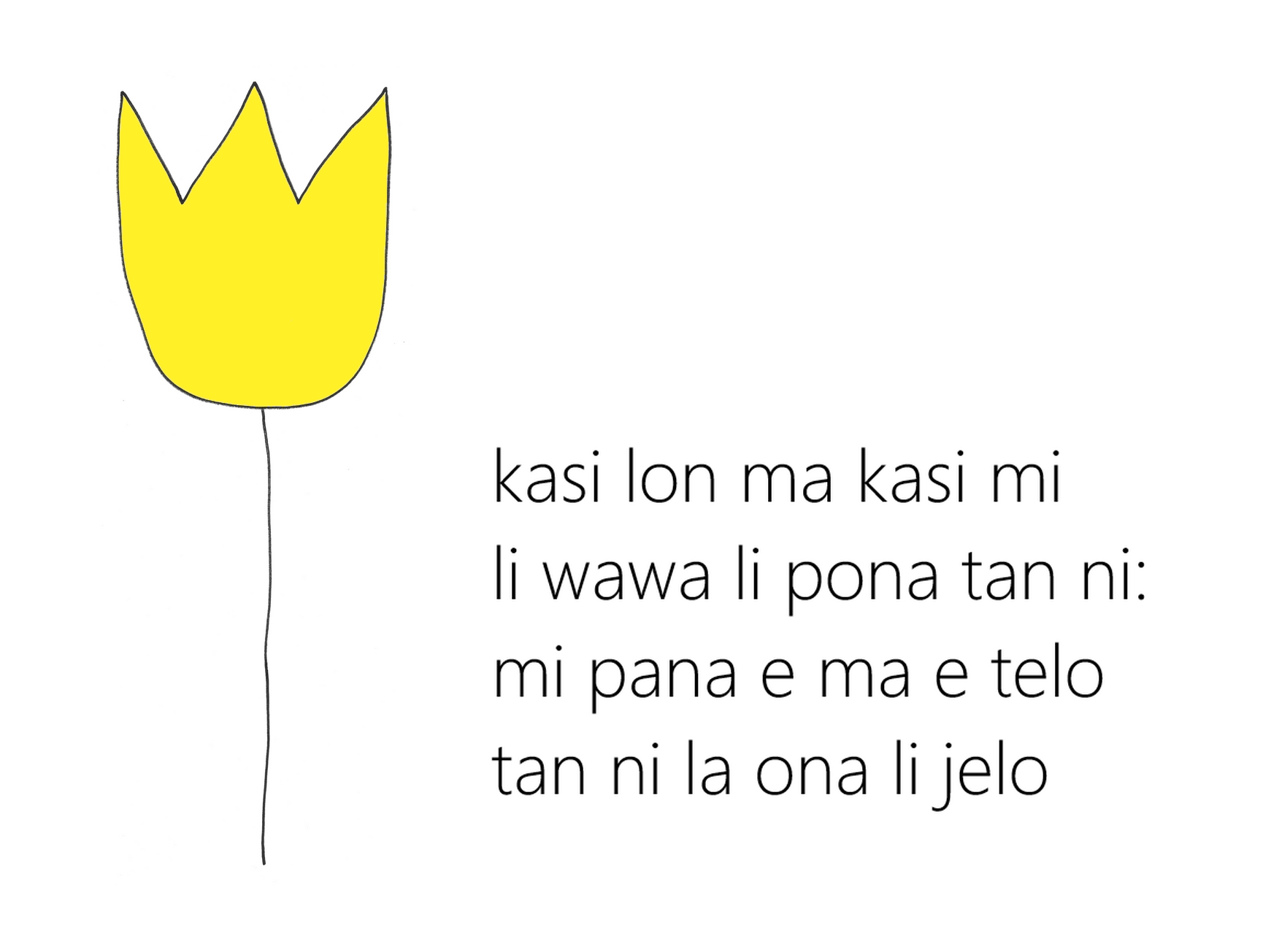
Ein Gedicht in Toki Pona:
Die Blume in meinem Garten gedeiht prächtig und ist gesund, weil ich ihr Erde und Wasser gebe. Deshalb ist sie gelb.

Ein einfacher Satz besteht aus einem Subjekt und einem Verb oder Adjektiv, also zum Beispiel „mi awen.“ = „Ich warte.“, aber auch „Wir warten.“ Damit jedoch auch kompliziertere und komplexere Sätze für den Hörer oder Leser verständlich sind, werden vier „Hilfswörter“ in die Sätze eingebunden. Dadurch ist es möglich, Subjekte, Objekte, verschiedene Verben oder auch Adjektive und Adverbien voneinander zu unterscheiden:
1. Mehrere direkte Objekte: „mi moku e kili e telo.“ = „Ich nehme Früchte und Wasser zu mir.“ Das „e“ zeigt hier an, dass „kili“ und „telo“ beides direkte Objekte sind und zu dem Verb „moku“ gehören.
2. Mehrere Verben: „waso li lukin li moku.“ = „Der Vogel schaut und isst.“ Das „li“ macht dabei deutlich, dass sich die beiden Verben „lukin“ und „moku“ auf dasselbe Subjekt „waso“ beziehen.
3. Kombination von Substantiven und Adjektiven: „jan pi pona lukin.“ = „Ein gut aussehender Mensch.“ Ohne das „pi“ würde der Satz „ein guckender Freund.“ bedeuten, denn „jan pona“ bedeutet „Freund“ und „lukin“ folgt ja als Adjektiv.
4. Adverbialer Kontext: „tenpo ni la mi lape“ „Jetzt schlafe ich“. Am Ende des adverbialen Kontextes muss die Partikel „la“ stehen. Außerdem steht das Ganze vor dem Subjekt des Satzes. Zusammen mit dem Wort „ken“ hat es die Bedeutung „vielleicht“, z. B. „ken la jan Lisa li moku e suwi.“ = „Vielleicht hat Lisa die Süßigkeit gegessen.“ Vor der Partikel „la“ kann auch ein ganzer Satz stehen. Dann hat es die Bedeutung „wenn“, z. B. „mi lape la ale li pona.“ = „Wenn ich schlafe, (dann) ist alles gut.“
  1. Auch in der Frage nach dem Alter erscheint die Partikel „la“: „tenpo pi mute seme la sina sike e suno?“ = (wörtlich: „Wie oft hast du die Sonne umkreist?“) „Wie alt bist du?“ Die Antwort wird nach dem folgenden Schema gebildet: „tenpo mute wan[18] la mi sike e suno.“ = (wörtlich: „20+1=Einundzwanzig Mal habe ich die Sonne umkreist.“) „Ich bin einundzwanzig Jahre alt.“

Die Wörtchen „e“, „la“, „li“ und „pi“ haben keine eigene Bedeutung. Sie sollen lediglich verhindern, dass es bei komplexen Sätzen zu Missverständnissen kommt. Da dies ein außergewöhnliches Merkmal der Plansprache Toki Pona ist, ist der Gebrauch dieser vier „Hilfswörter“ anfangs natürlich etwas gewöhnungsbedürftig.
Für die Negation wird die Partikel „ala“ verwendet.
1. Normalerweise folgt die Partikel „ala“ dem Verb, genau wie im Deutschen das Wort „nicht“. „mi lape ala“ = „Ich schlafe nicht“.
2. Bei Modalverben folgt sie diesem, also wie im Deutschen. „mi wile ala lape.“ = „Ich möchte nicht schlafen.“
3. Aber sie kann auch als Subjekt oder Objekt verwendet werden. Dann hat sie die Bedeutung „nichts“, z. B. „ala li jaki“ „Nichts ist dreckig.“ Beachte, dass sie nicht mit dem Wort „ijo“ kombiniert werden kann.
4. Die Partikel „ala“ wird auch für eine Variante von Fragen verwendet. „sina jo ala jo e tomo?“ = „Hast du ein Haus?“ Hierbei wird das Verb verdoppelt. In einer positiven Antwort wird nur das Verb wiederholt: „jo“, während in einer negativen Antwort das Verb mit der Partikel „ala“ erscheint: „jo ala“.

Für Fragen mit einem richtigen Fragewort wird „seme“ verwendet. Bei einer Frage mit „seme“ wird der Satz wie eine Aussage konstruiert, das gesuchte Wort wird jedoch mit „seme“ ersetzt. Damit kann „seme“ abhängig von der genutzten Konstruktion Fragewörter bedeuten.
1. Es steht als Subjekt am Anfang des Satzes. „seme li moku e kili mi?“ = „Wer aß meine Frucht?“
2. Es steht als Objekt nach der Partikel „e“ oder nach dem Verb. „sina lukin e seme?“ = „Was betrachtest du?“
3. Nach dem Wort „lon“ hat es die Bedeutung „wo?“. „pipi li lon seme?“ = „Wo ist der Käfer?“
4. Nach dem Wort „tan“ hat es die Bedeutung „woher?“ oder „warum?“. „sina moku e suwi tan seme?“ = „Warum hast du die Süßigkeit gegessen?“
5. Um nach einer Person zu fragen, steht das Wort „jan“ vor „seme“. Das Ganze steht als Subjekt vorne. „jan seme li moku e suwi?“ = „Wer isst die Süßigkeit?“ Das Ganze steht als Objekt hinter dem Verb. „sina lukin e jan seme?“ = „Wen siehst du?“
6. Nach anderen Substantiven hat es die Bedeutung „welcher?“. „ma seme li pona tawa sina?“ = „Welche Länder magst du?“ „sina kama tan ma seme?“ = „Aus welchem Land kommst du?“
7. Nach „lon tenpo“ hat es die Bedeutung „wann?“. „sina moku lon tenpo seme?“ = „Wann isst du?“

Eigennamen sind Adjektive, die das vorausgehende Substantiv näher bestimmen, zum Beispiel „jan Sonja“ = „(der) Sonja’sche Mensch: Sonja“ — „ma Elopa“ = „(die) europäische Erde: Europa“ — „toki Tosi“ = „(das) deutsche Sprechen: Deutsch“.

#### Babeltext

Logo der Language Creation Society mit dem Turm von Babel

ma tomo Pape
"Der Turm von Babel"
jan ali li kepeken e toki sama.
"Es hatte aber alle Welt einerlei Zunge und Sprache."
Der Babeltext, der häufig für Sprachvergleiche verwendet wird, ist hier dargestellt mit dem Schriftsystem sitelen sitelen.

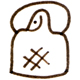
jan (Mensch/en, Volk/Völker)
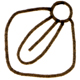
ale (alle)
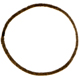
li (Partikel)
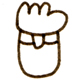
kepeken (gebrauchen)
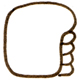
e (Partikel)
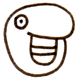
toki (Sprache)
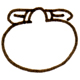
sama (gleich)

### Zahlen
Die Zahlen in Toki Pona bezeugen das minimalistische Konzept dieser Plansprache. Es gibt keine Zahlwörter von eins bis zehn, auf denen dann das ganze Zahlsystem aufbaut. Darauf wurde bewusst verzichtet, um die Benutzung höherer Zahlen zu erschweren und im Sinne des Daoismus zu einer einfachen Denkweise zurückzukehren. Im Ganzen gibt es – unter Berücksichtigung der Null – nur sechs Zahlwörter: 0, 1, 2, 5, 20 und 100.
| Ziffer | Zahlwort in Toki Pona | Deutsch        |
| ------ | --------------------- | -------------- |
| 0      | ala                   | nichts         |
| 01     | wan                   | eins           |
| 02     | tu                    | zwei           |
| 03     | tu wan                | zwei eins      |
| 04     | tu tu                 | zwei zwei      |
| 05     | luka                  | fünf           |
| 06     | luka wan              | fünf eins      |
| 07     | luka tu               | fünf zwei      |
| 08     | luka tu wan           | fünf zwei eins |
| 09     | luka tu tu            | fünf zwei zwei |
| 10     | luka luka             | fünf fünf      |
| 20     | mute                  | zwanzig        |
| 100    | ale (ali)             | hundert        |

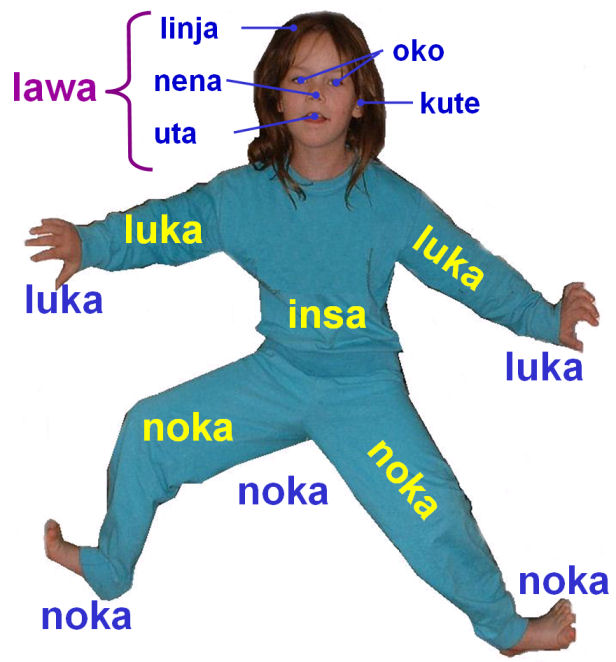
Bezeichnung von Körperteilen in Toki Pona: lawa = Kopf, linja = Haar, nena = Nase, uta = Mund, oko = Auge, kute = Ohr, luka = Arm, Hand, noka = Bein, Fuß

Höhere Zahlen sind noch komplizierter zu bilden, so dass man im Gespräch gerne darauf verzichtet. So heißt die Zahl 17 zum Beispiel „luka luka luka tu“ (= fünf fünf fünf zwei). „luka“ ist übrigens auch das Wort für Arm und Hand.

## Darstellungsweisen

### Konventionelle Schriftsysteme
Da die Phonetik von Toki Pona darauf ausgelegt ist, die Schnittmenge möglichst vieler Sprachen zu sein, lässt sich Toki Pona in den meisten konventionellen Schriftsystemen schreiben.

### Sitelen Pona

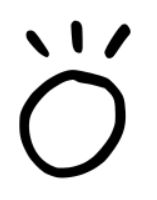
toki (Sprache)
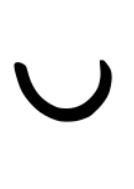
pona (gut, einfach)
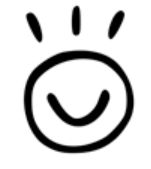
toki pona (einfache Sprache)

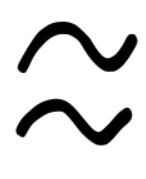
telo (Wasser, Flüssigkeit)
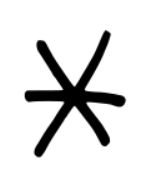
lete (kalt)
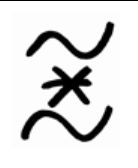
telo lete (kaltes Wasser)

Ein weiteres Schriftsystem für Toki Pona ist Sitelen Pona („gutes Schriftsystem“ oder „gut schreiben“). Hier wird jedes Wort in Toki Pona durch eine Glyphe gargestellt.
Die englische Originalausgabe von Langs Buch „Toki Pona: The Language of Good“ enthält 120 Zeichen, eines für jedes der im Buch gelehrten Kernwörter.
- a
- akesi
- ala
- alasa
- ale / ali
- anpa
- ante
- anu
- awen
- e
- en
- esun
- ijo
- ike
- ilo
- insa
- jaki
- jan
- jelo
- jo
- kala
- kalama
- kama
- kasi
- ken
- kepeken
- kili
- kiwen
- ko
- kon
- kule
- kulupu
- kute
- la
- lape
- laso
- lawa
- len
- lete
- li
- lili
- linja
- lipu
- loje
- lon
- luka
- lukin
- lupa
- ma
- mama
- mani
- meli
- mi
- mije
- moku
- moli
- monsi
- mu
- mun
- musi
- mute
- nanpa
- nasa
- nasin
- nena
- ni
- nimi
- noka
- o
- olin
- ona
- open
- pakala
- pali
- palisa
- pan
- pana
- pi
- pilin
- pimeja
- pini
- pipi
- poka
- poki
- pona
- pu
- sama
- seli
- selo
- seme
- sewi
- sijelo
- sike
- sin
- sina
- sinpin
- sitelen
- sona
- soweli
- suli
- suno
- supa
- suwi
- tan
- taso
- tawa
- telo
- tenpo
- toki
- tomo
- tu
- unpa
- uta
- utala
- walo
- wan
- waso
- wawa
- weka
- wile

Ansonsten ist sitelen pona ein weitgehend lineares Schriftsystem, d. h. die Wörter werden (wie etwa im Deutschen) hintereinander geschrieben.
Symbole, die ein einzelnes Adjektiv darstellen, können innerhalb oder über dem Symbol für das vorangehende Wort, das sie modifizieren, geschrieben werden. Das Symbol der Sprache  wird in Sitelen Pona geschrieben, mit dem Symbol  (pona) innerhalb des Symbols  (toki).
- toki 
 (Sprache)
- pona 
 (gut, einfach)
- toki pona 
 (einfache Sprache)

- telo 
 (Wasser, Flüssigkeit)
- lete 
 (kalt)
- telo lete 
 (kaltes Wasser)

### Sitelen Telo

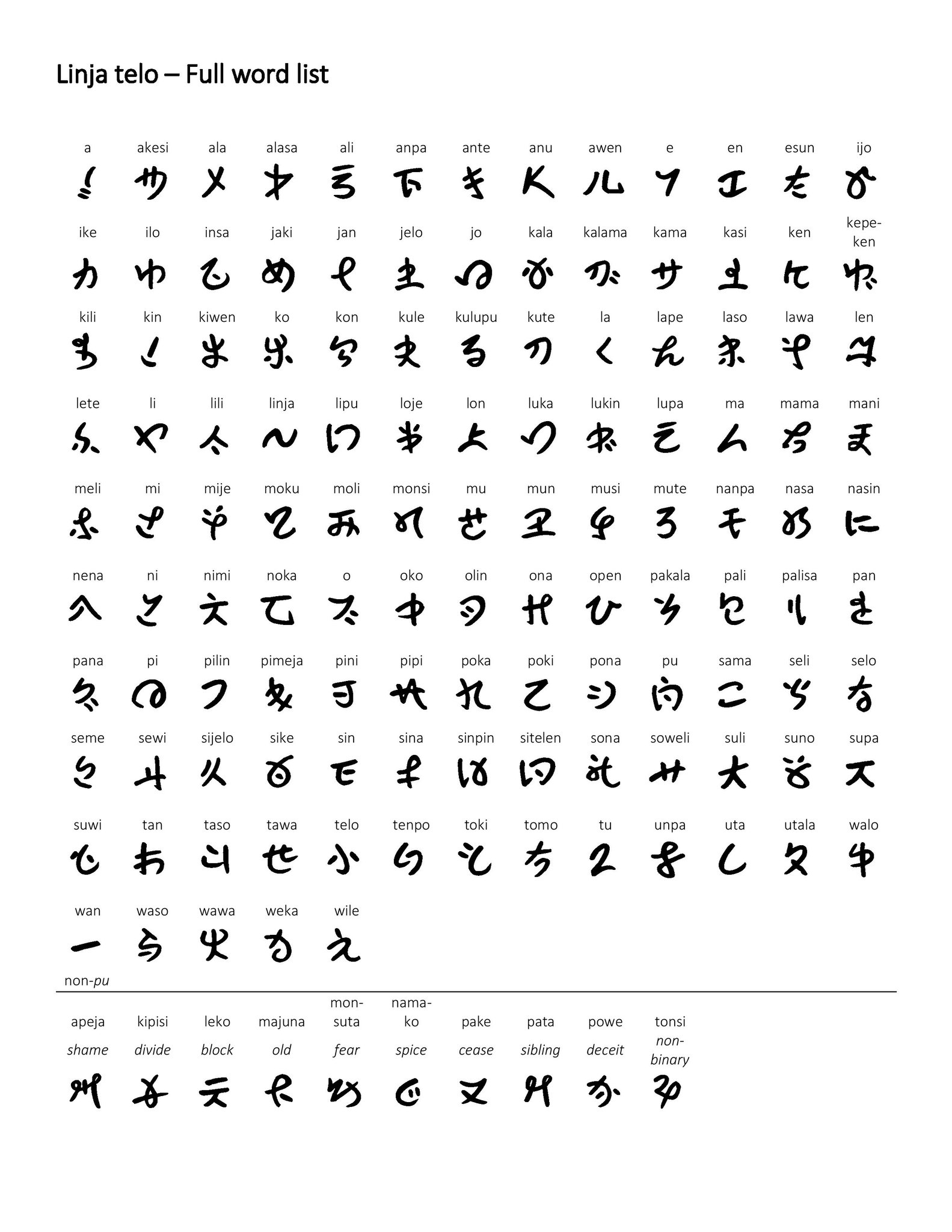
Eine Tabelle aller Toki Pona Wörter in Sitelen Telo

Sitelen Telo („Wasserschrift“, „flüssiges Schriftsystem“) ist ein vom Japanischen inspiriertes Schriftsystem für Toki Pona, welches einen ähnlichen Ansatz wie Sitelen Pona verfolgt, dabei jedoch versucht, leichter zu lernen und zu nutzen zu sein.
Manche Wörter können in zusammengesetzte Glyphen zerlegt werden können. Zum Beispiel „kepeken“ als Hand + Werkzeug, oder die Farben als Substantive kombiniert mit dem grundlegenden „kule“-Dreieck.
Sitelen Telo soll eine „ausgeprägte japanische Ästhetik“ haben und ist auch von chinesischen Schriftzeichen und dem koreanischen Hangeul inspiriert.
Es wird dafür kritisiert, dass es offensichtlich das darstellt, was Englischsprachige für Japanisch halten. Sie sehen eine Schrift mit Kurven und Schleifen und kopieren diese, ohne sich darum zu kümmern, wie diese Formen funktionieren oder geschrieben werden. Ein Problem war, dass versucht wurde, Hiragana nachzuahmen, ohne einfach mit einem Pinsel zu schreiben zu sein. Einige Mitlieder der Toki Pona-Gemeinschaft betrachten Sitelen Telo deshalb als kulturelle Aneignung oder Exotismus.

### Sitelen Sitelen
Sitelen Sitelen („gemaltes Schriftsystem“), manchmal auch Sitelen Suwi („süßes Schriftsystem“) genannt, ist ein weiteres, auch auf Hieroglyphen basiertes, jedoch nicht lineares Schriftsystem. Das bedeutet, es wird nicht von links nach rechts oder von oben nach unten (oder je andersherum) gelesen.

a
akesi
ala
alasa
ale / ali
anpa
ante
anu
awen
e
en
esun
ijo
ike
ilo
insa
jaki
jan
jelo
jo
kala
kalama
kama
kasi
ken
kepeken
kili
kiwen
ko
kon
kule
kulupu
kute
la
lape
laso
lawa
len
lete
li
lili
linja
lipu
loje
lon
luka
lukin
lupa
ma
mama
mani
meli
mi
mije
moku
moli
monsi
mu
mun
musi
mute
nanpa
nasa
nasin
nena
ni
nimi
noka
o
olin
ona
open
pakala
pali
palisa
pan
pana
pi
pilin
pimeja
pini
pipi
poka
poki
pona
pu
sama
seli
selo
seme
sewi
sijelo
sike
sin
sina
sinpin
sitelen
sona
soweli
suli
suno
supa
suwi
tan
taso
tawa
telo
tenpo
toki
tomo
tu
unpa
uta
utala
walo
wan
waso
wawa
weka
wile

Hieroglyphen, welche ein Satzteil markieren (la, li, e, pi), und Präpositionen (lon, tawa, kepeken, tan) enthalten dieses Satzteil, bzw. den Präpositionalausdruck.

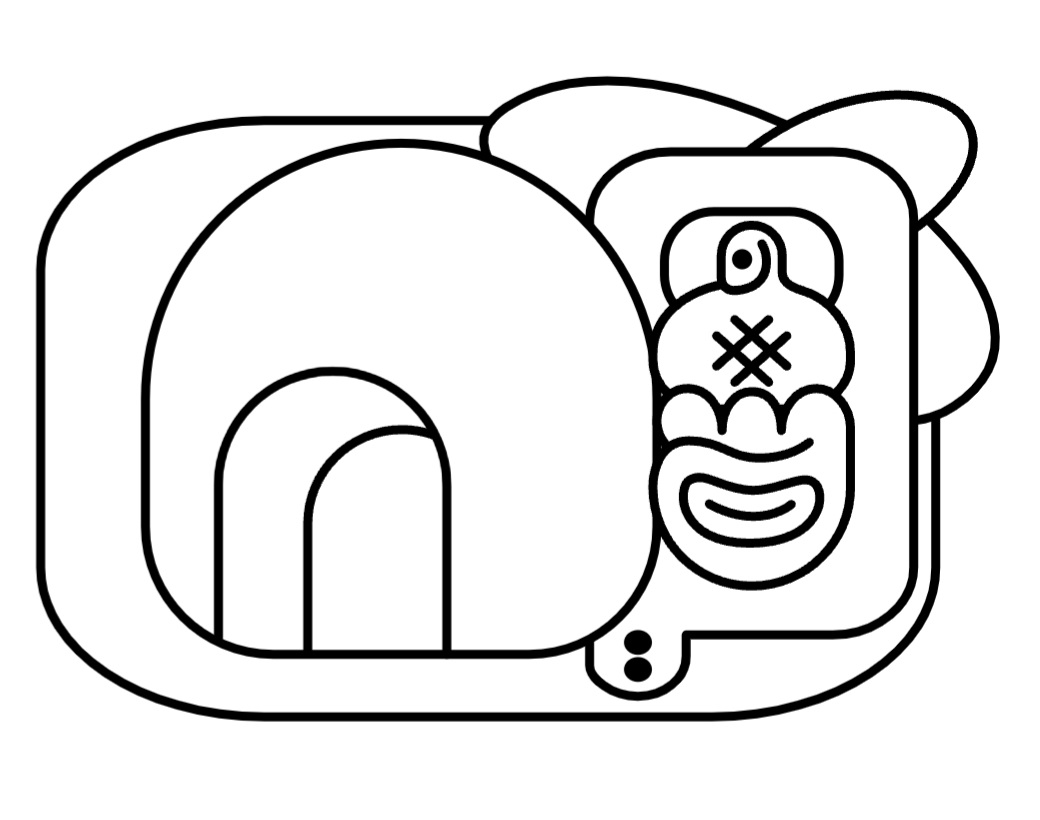
Ein Beispiel für Hieroglyphen, welche in anderen Hieroglyphen stehen. „lon tomo pi jan pona“ – „Im Haus eines Freundes“. „tomo pi jan pona“ steht im „lon“, da es sich darauf bezieht. Hier kommt es zusätzlich zu einer Verschachtelung, da „jan pona“ in „pi“ steht.

Die Wortreihenfolge ergibt sich folgendermaßen: man kann jeden Hieroglyphenblock mit einer geraden Linie vollständig in zwei Teile teilen. Von den neuen Blöcken ist je der links oder oben zuerst zu lesen. Für die Reihenfolge innerhalb von diesem lässt sich das gleiche Prinzip wiederholen. Lässt sich ein Block sowohl horizontal, als auch vertikal teilen, wird er in der Regel vertikal geteilt.
Die Ästhetik von  Sitelen Sitelen ist inspiriert von US-amerikanischen Westküsten- Comix-Künstlern wie Jim Woodring und US-amerikanischen Ostküsten- Graffiti-Künstlern wie Kenny Scharf. Die Designs vieler einzelner Figuren sind von verschiedenen anderen Schriftsystemen inspiriert, darunter ägyptische Hieroglyphen, Linear B, chinesische Schriftzeichen, Maya-Schrift, Mi'kmaw-Glyphen, Dongba-Symbole sowie frühen heidnischen und christlichen Zeichen und Symbolen.

### Sitelen Emoji
Ein weiteres, deutlich weniger verbreitetes Schriftsystem für Toki Pona ist Sitelen Emoji („Emoji-Schriftsystem“). Dieses funktioniert ähnlich wie Sitelen Pona, jedoch ist hier jedem Wort ein Emoji zugeordnet.

a
akesi
ala
alasa
ale / ali
anpa
ante
anu
awen
e
en
esun

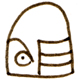
a
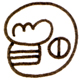
akesi
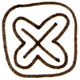
ala
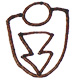
alasa
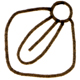
ale / ali
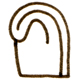
anpa
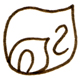
ante
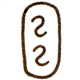
anu
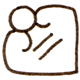
awen
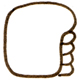
e
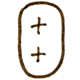
en
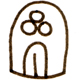
esun
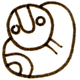
ijo
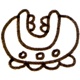
ike
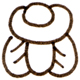
ilo
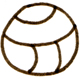
insa
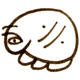
jaki
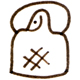
jan
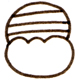
jelo
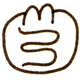
jo
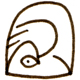
kala
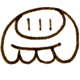
kalama
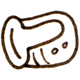
kama
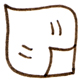
kasi
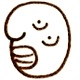
ken
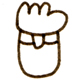
kepeken
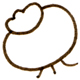
kili
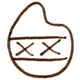
kiwen
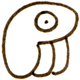
ko
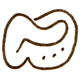
kon
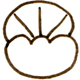
kule
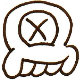
kulupu
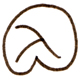
kute
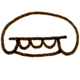
la
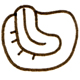
lape
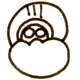
laso
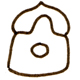
lawa
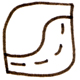
len
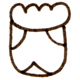
lete
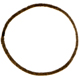
li
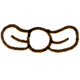
lili
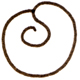
linja
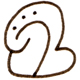
lipu
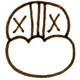
loje
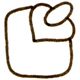
lon
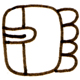
luka
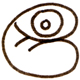
lukin
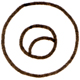
lupa
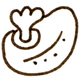
ma
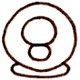
mama
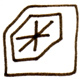
mani
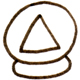
meli
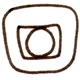
mi
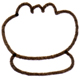
mije
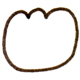
moku
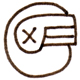
moli
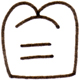
monsi
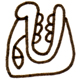
mu
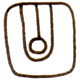
mun
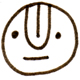
musi
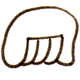
mute
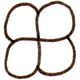
nanpa
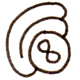
nasa
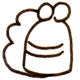
nasin
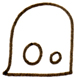
nena
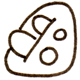
ni
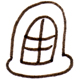
nimi
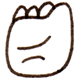
noka
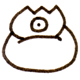
o
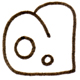
olin
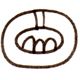
ona
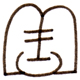
open
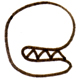
pakala
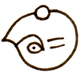
pali
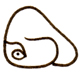
palisa
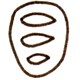
pan
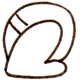
pana
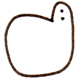
pi
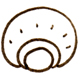
pilin
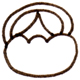
pimeja
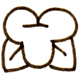
pini
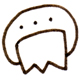
pipi
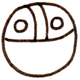
poka
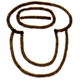
poki
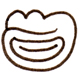
pona
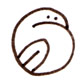
pu
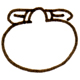
sama
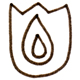
seli
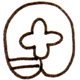
selo
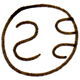
seme
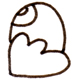
sewi
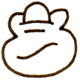
sijelo
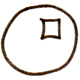
sike
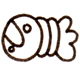
sin
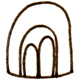
sina
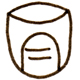
sinpin
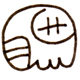
sitelen
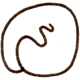
sona
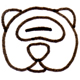
soweli
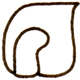
suli
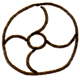
suno
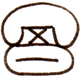
supa
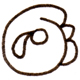
suwi
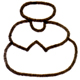
tan
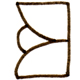
taso
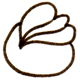
tawa
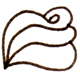
telo
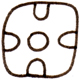
tenpo
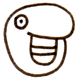
toki
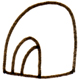
tomo
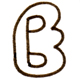
tu
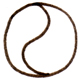
unpa
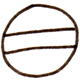
uta
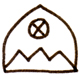
utala
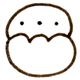
walo
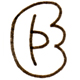
wan
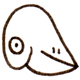
waso
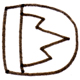
wawa
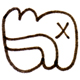
weka
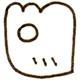
wile

### Toki Pona Luka
Toki Pona Luka („Toki Pona der Hände“/ „Gestikuliertes Toki Pona“) ist eine Möglichkeit, Toki Pona mit Hilfe von Gesten darzustellen.

### Luka Pona

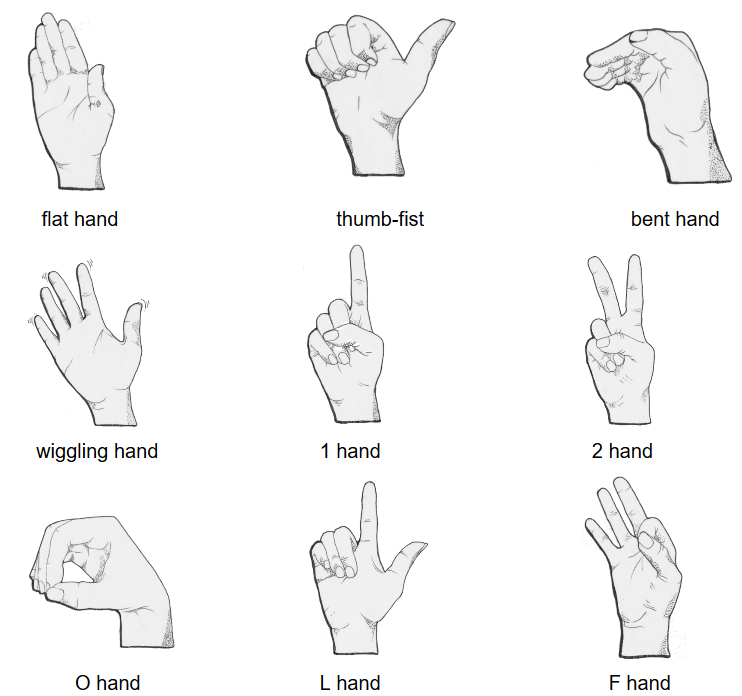
Handzeichen von Toki Pona und Luka Pona

Luka Pona („Gute Hand/ Zeichensprache“) ist eine Toki-Pona-basierte Zeichensprache. Im Gegensatz zu Toki Pona Luka ist es eine eigene Sprache und hat eine teils eigenständige Grammatik.
Die meisten Zeichen werden mit der rechten Hand an der erforderlichen Stelle ausgeführt. Einige wenige Zeichen werden jedoch symmetrisch mit beiden Händen ausgeführt. Um einen Satz zu bilden, wird jedes Zeichen gemäß der Grammatik und Wortstellung von Toki Pona ausgeführt.
Die naturalistischere Gebärdensprache Luka Pona ist in der Toki-Pona-Gemeinschaft weiter verbreitet. Es handelt sich um eine eigenständige Sprache mit eigener Grammatik, deren Wortschatz jedoch weitgehend dem von Toki Pona entspricht. Die Gebärden von luka pona sind im Vergleich zu toki pona luka ikonischer, und viele Gebärden sind Lehnwörter aus natürlichen Gebärdensprachen. Die Grammatik ist Subjekt-Objekt-Verb und verwendet wie natürliche Gebärdensprachen Klassifikator-Konstruktionen und Gebärdenraum.[† 35][† 36] Im Toki Pona-Wörterbuch empfiehlt Sonja Lang Luka Pona.

## Textbeispiele

### Vaterunser
Als Textbeispiel sei hier das Vaterunser in Toki Pona aufgeführt:
mama pi mi mute o,

sina lon sewi kon.

nimi sina o sewi en pona.

ma sina o kama.

jan o pali e wile sina en lon sewi kon en lon ma.

sina o pana lon tenpo suno ni e moku tawa mi.

o weka e pali ike mi, sama la mi weka e pali ike pi jan ante.

o pana ala e wile ike tawa mi.

o awen e mi weka tan ike.

ni li nasin.

### Sitelen Sitelen

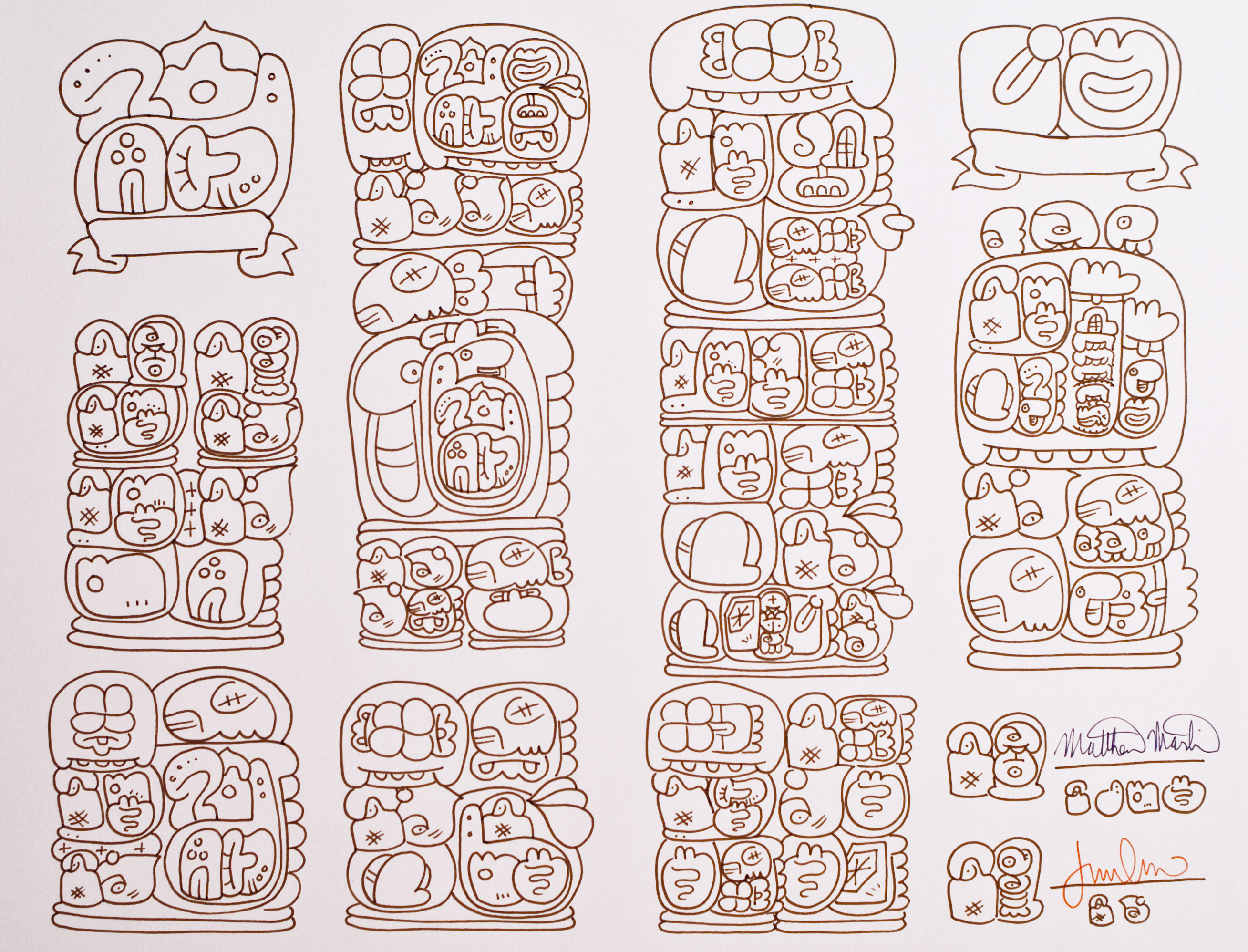
Ein Vertrag in sitelen sitelen, welcher seinen eigenen Verkauf regelt.

Ein nennenswertes Beispiel für sitelen sitelen ist ein 2009 entstandener Vertrag, in welchem 
Jonathan Gabel (Josan Kapo) seinen eigenen Verkauf an Matthew Martin (jan Mato) regelt:
- lipu lawa pi esun kama

Regelungsseite für den künftigen Verkauf
- jan Mato li jan pi wile jo. jan josan li jan pali. jan pi wile jo en jan pali li wile e esun. (...)

jan Mato (Matthew) ist der Käufer. jan Josan (Jonathan) ist der Verkäufer. Der Käufer und der Verkäufer möchten einen Verkauf abschließen. (...)
Der Vertragstext ist von links oben zeilenweise nach rechts unten zu lesen. Hier der Anfang des Vertragstextes in vereinfachter Schreibweise, bei der der erste Glyphenblock in seine fünf Einzelbestandteile aufgelöst ist:

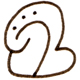
lipu (Papier)
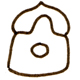
lawa (Kopf)
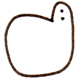
pi (gehören)
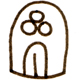
esun (kaufen)
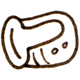
kama (kommen, künftig)

Absurd ist das Fehlen von höheren Zahlen in Toki Pona. Die inoffizielle Konvention für 100 ist die Verwendung von „ale“, aber das bedeutet auch „alle“. Wenn also im Vertrag steht „mani Mewika pi nanpa ale“, könnte das 100 US-Dollar („mani Mewika“ = amerikanisches Geld) bedeuten, aber auch den gesamten US-amerikanischen Geldbestand.

## Forschung
2010 wurde das ROILA-Projekt der Technischen Universität Eindhoven veröffentlicht. Das Ziel des Projektes war die Tauglichkeit von Plansprachen für die automatische Spracherkennung zu erforschen. Das ROILA-Projekt verwendete Toki Pona als erste Vokabularversion.

## Literarische Ergebnisse
Lang hat einige Sprichwörter, einige Gedichte, und einen grundlegenden Sprachführer in Toki Pona geschrieben. Einige andere Toki-Pona-Sprecher haben ihre eigenen Internetseiten mit Texten, Comics, übersetzten Videospielen und auch einigen Liedern geschaffen.

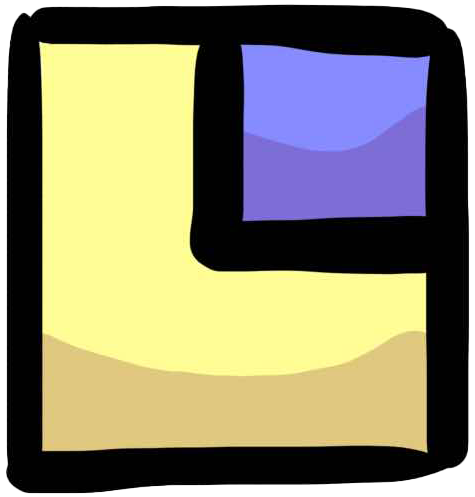
Logo des Magazines Lipu Tenpo

Seit 2020 gibt es einige publizierte Literatur in Toki Pona. Zuerst waren es nur Lernbücher wie meli olin moli. Nach dem Vorbild von Esperanto wird seit Februar 2021 monatlich das erste Toki-Pona-Magazin (bzw. Zine) Lipu Tenpo (Eigenschreibweise: lipu tenpo) im Vereinigten Königreich publiziert.

## Tokiponiden
Mit der Zeit hat wurde eine Reihe an Toki Pona orientierter Sprachen, sogenannter Tokiponiden (analog zu Esperantiden, an Esperanto angelehnte Sprachen; ido ist Esperanto für Nachfahre) geschaffen. Viele dieser unterscheiden sich nur leicht von Toki Pona, oftmals durch einen veränderten Wortschatz oder eine leicht abgewandelte Grammatik und sind eher als Varianten dessen zu betrachten. Einige Tokiponiden jedoch unterscheiden sich stark von der Sprache und sind lediglich an diese angelehnt.
Zwei Beispiele sind Tuki Tiki (Eigenschreibweise: tuki tiki), eine weitere Reduktion von Toki Pona auf nur 39 Wörter und acht Buchstaben und Kokanu (ehemals: toki ma), welches als Erweiterung von Toki Pona begann, sich mittlerweile jedoch zu einer unabhängigen Sprache entwickelt hat, welche mit über 380 Stück vielfach so viele Wörter wie Toki Pona und diverse neue grammatikalische Strukturen, wie Relativsätze und Tempi besitzt.